# Freesia
Freesia es un género de plantas bulbosas de la familia Iridaceae. Comprende aproximadamente 15 especies nativas de África (12 de ellas nativas de la provincia del Cabo, Sudáfrica), todas ellas con cormos de 1 a 2,5 cm de diámetro. Típicamente estas especies vegetan durante el invierno, florecen en la primavera y permanecen en reposo durante la estación cálida. 

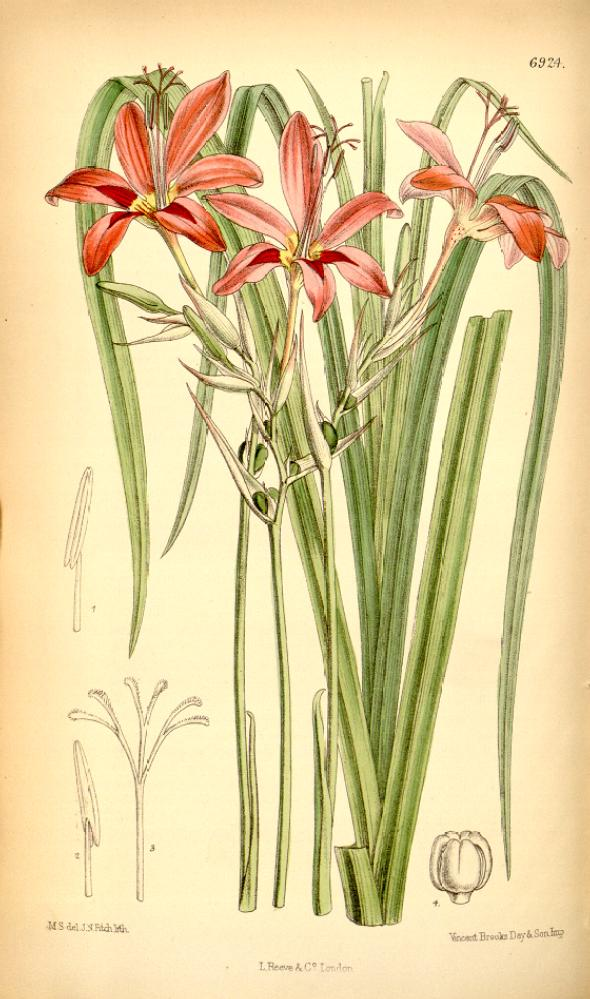
Ilustración de Freesia grandiflora.

## Descripción

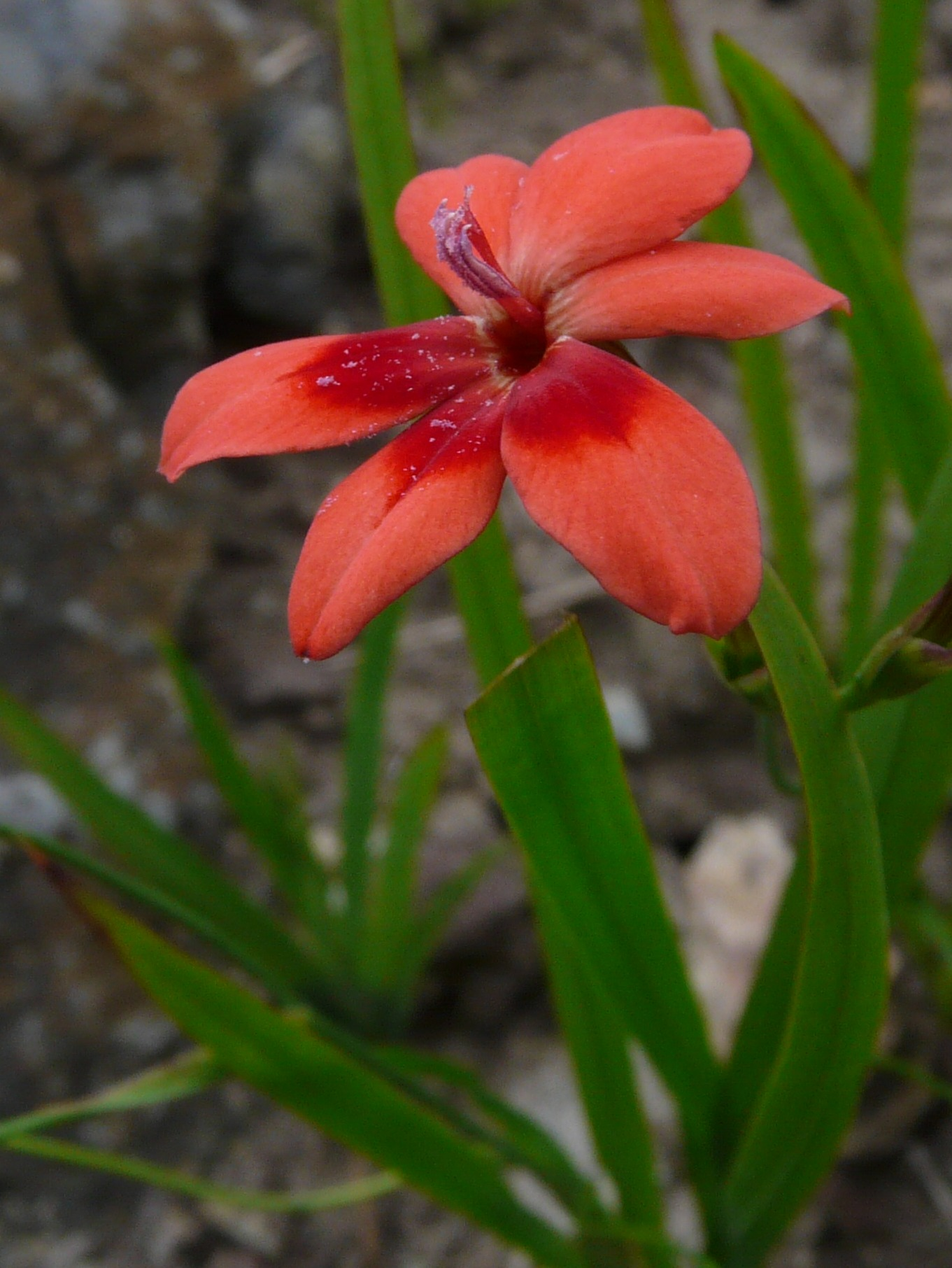
Floración zigomorfa de Freesia laxa.

Son plantas herbáceas, de hojas ensiformes, aplanadas y flores vistosas, fragantes, dispuestas en espigas unilaterales. Las flores son hermafroditas y ligeramente irregulares. El perigonio está compuesto de 6 tépalos subiguales entre sí, unidos, con el tubo perigonial algo curvado y los lóbulos aovados, obtusos. Los estambres son libres. El ovario es ínfero, trilocular, el estilo  es filiforme, dividido en tres ramas bífidas. El fruto es una cápsula dehiscente por tres valvas.
Se le conoce en algunos sito como la flor de San José o pan con manteca.

## La fresia cultivada
La popular "fresia" de los jardines y de flor cortada es Freesia × hybrida, un híbrido complejo basado en hibridaciones interespecificas entre  Freesia refracta,  Freesia leictlinii,   Freesia corymbosa y otras especies del género, de la cual se han obtenido centenas de cultivares comerciales. Los cultivares modernos son tetraploides y exhiben flores simples o dobles, de colores brillantes (blanco puro, amarillo, rosa, anaranjado, rojo y azul), a pesar de que la fragancia en ellos es menos intensa que en las especies originales.

## Taxonomía
El género fue descrito por Eckl. ex Klatt y publicado en Journal of Botany, British and Foreign 66: 141. 1928.
Etimología
Freesia nombre genérico que fue dedicado en honor del médico alemán Friedrich Heinrich Theodor Freese (1795-1876).
Sinonimia
Los géneros Anomatheca y Lapeirousia, tradicionalmente considerados independientes de Freesia, han sido incluidos dentro de éste por considerarse que no existían suficientes diferencias morfológicas como para mantenerlos como géneros separados. Por esta razón, la especie conocida como "falsa fresia" (Lapeirousia laxa, Anomatheca laxa) actualmente recibe el nombre Freesia laxa.

## Especies
- Freesia alba
- Freesia andersoniae
- Freesia caryophyllacea
- Freesia corymbosa
- Freesia fergusoniae
- Freesia fucata
- Freesia grandiflora
- Freesia iwuzhere

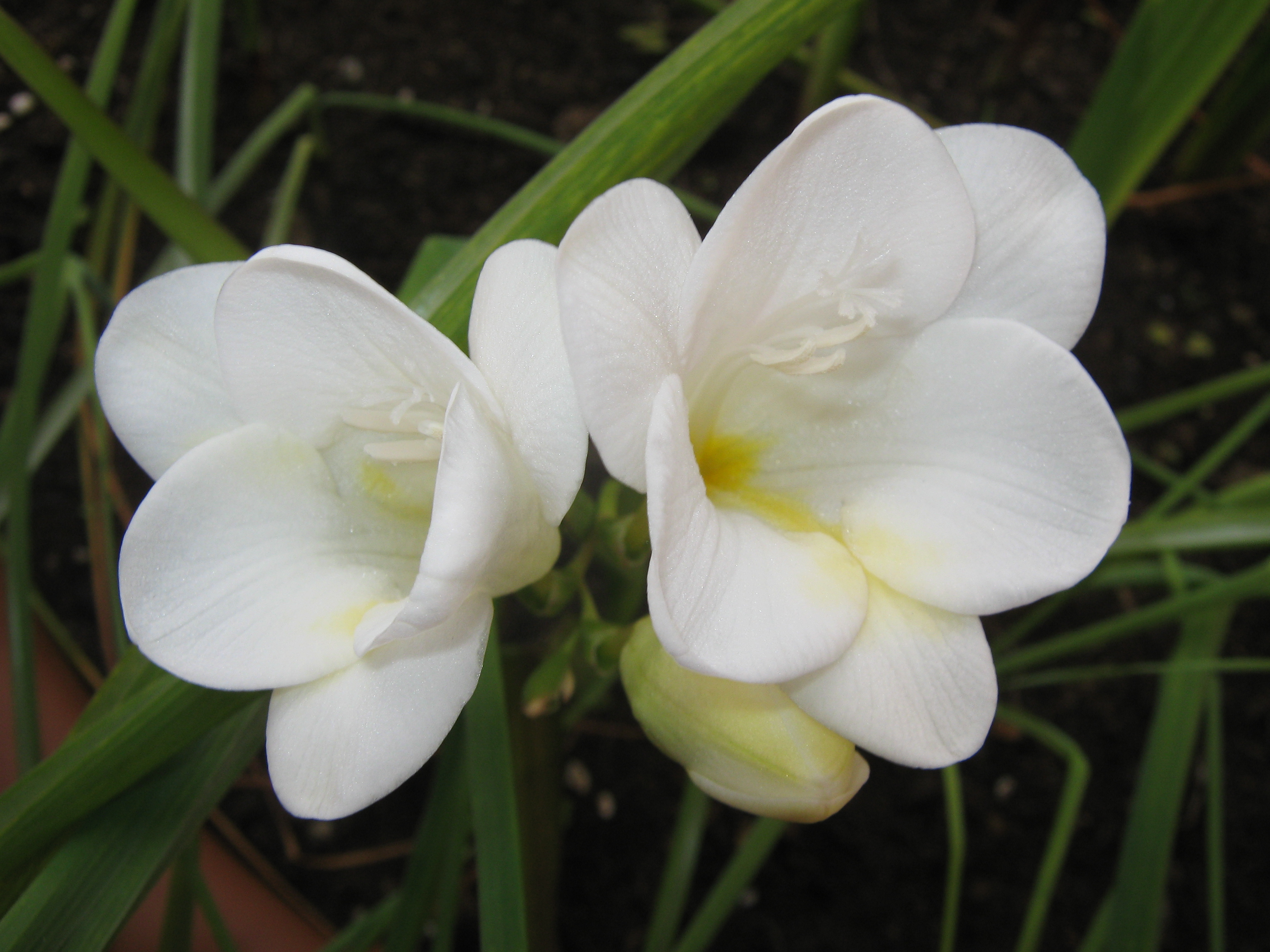
Freesia Refracta

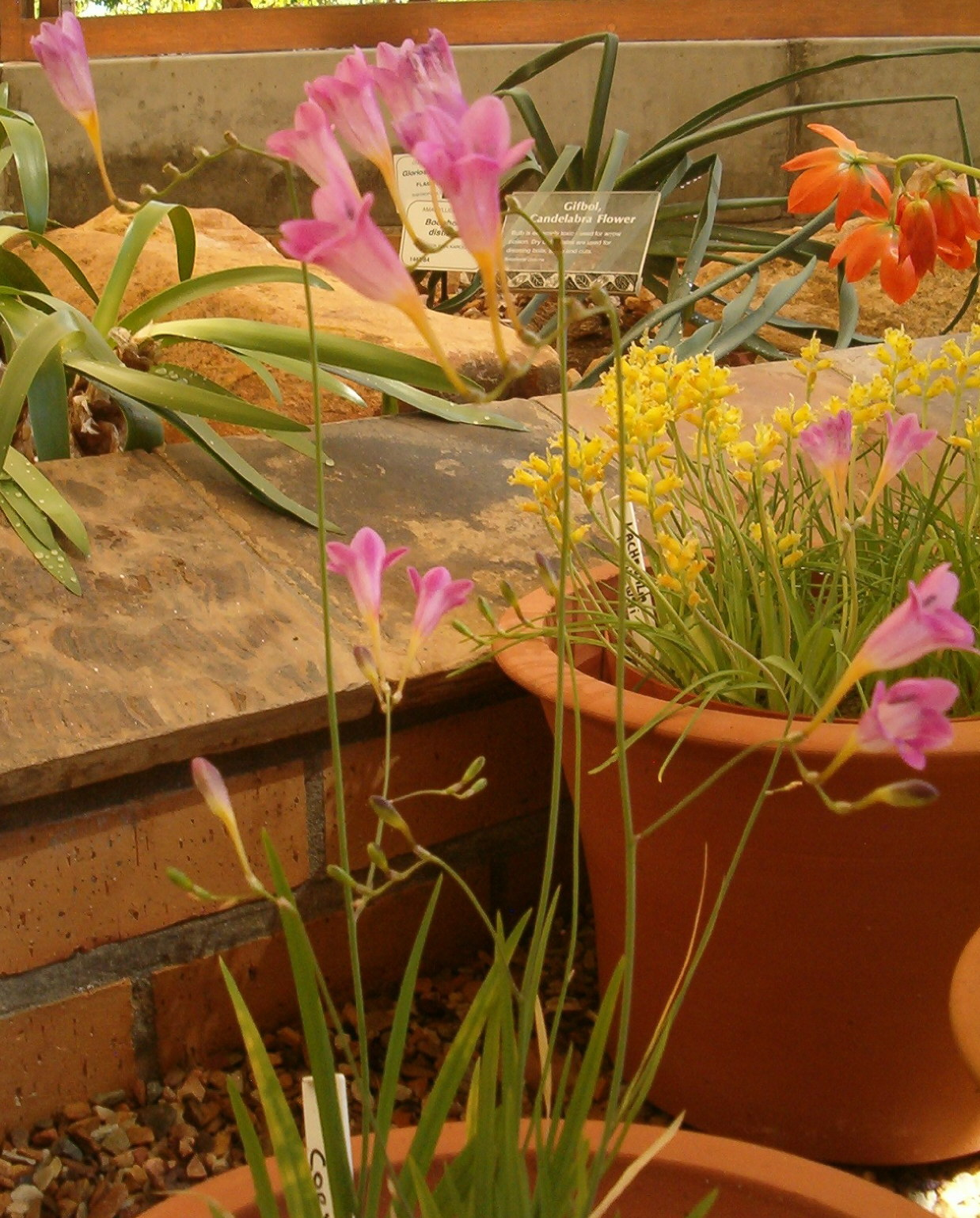
Freesia Corymbosa

- Freesia laxa (sin. Anomatheca laxa, Lapeirousia laxa)
- Freesia leichtlinii
- Freesia occidentalis
- Freesia refracta
- Freesia sparrmannii
- Freesia speciosa
- Freesia verrucosa
- Freesia viridis (sin. Anomatheca viridis)
- Freesia × hybrida